# Cucchiaio da tavola

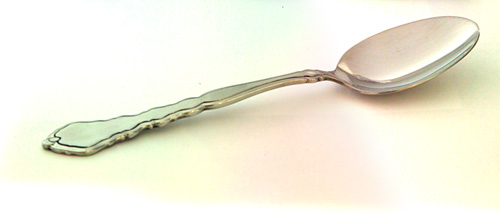
Questo è un cucchiaio con capacità di 1 tbsp.

Il cucchiaio, oltre ad essere un utensile da cucina, viene anche utilizzato come unità di misura del volume. Non è definito in maniera inequivoca ma il suo valore è di circa 15 millilitri. In inglese viene abbreviato come T., tbs., o tbsp. (da tablespoon), ed in tedesco come EL (da Esslöffel).
La tradizionale interpretazione americana di questa unità è:
- 1 cucchiaio da tavola U.S. = 14,8 mL
- 1 cucchiaio da tavola = 3 cucchiaini da tè

Queste conversioni venivano considerate scomode, in quanto nelle tabelle nutrizionali erano usate, anche negli Stati Uniti, le unità del Sistema Internazionale. Per rimediare alla scomoda conversione, una Legge federale di alcuni anni fa definì:
- 1 cucchiaio da tavola U.S. = 15 mL

con questa definizione, viene usato anche in altri paesi. In Australia, invece, un cucchiaio da tavola equivale a 20 mL.
L'unità tradizionale inglese non venne mai standardizzata, e poteva variare tra ½ e ⅝ once liquide imperiali (tra 14,2 mL e 17,8 mL)
Pur essendo tecnicamente un'unità di volume liquido, viene spesso usato per i solidi (ad esempio per il burro).